# Дехґах (дегестан)
Дехґах (перс. دهگاه) — дегестан в Ірані, у бахші Кіяшахр, в шагрестані Астане-Ашрафіє остану Ґілян. За даними перепису 2006 року, його населення становило 10832 особи, які проживали у складі 3358 сімей.

## Населені пункти
До складу дегестану входять такі населені пункти:
- Аллах-Вадже-Сар
- Анбар-Сар
- Бала-Махале-Ґільде
- Дастак
- Дегане-Сар-е-Сефідруд-е-Когне
- Дехґах
- Дошман-Корде
- Люх
- Мохсенабад
- Паїн-Махале-Ґільде
- Паїн-Рудпошт
- Сайкаль-Дег
- Салім-Чаф
- Сахтеман-е-Шілат-е-Сайєдґах-Дегане-Сар-е-Сефідруд